# Telyushenkoite
La telyushenkoite è un minerale.